# Las Tacitas
Las Tacitas är en ort i Mexiko.   Den ligger i kommunen Ocosingo och delstaten Chiapas, i den sydöstra delen av landet, 900 km öster om huvudstaden Mexico City. Las Tacitas ligger 661 meter över havet och antalet invånare är 272.
Terrängen runt Las Tacitas är kuperad österut, men västerut är den bergig. Las Tacitas ligger nere i en dal. Runt Las Tacitas är det glesbefolkat, med 16 invånare per kvadratkilometer. Närmaste större samhälle är Las Tazas, 8,9 km nordväst om Las Tacitas. I omgivningarna runt Las Tacitas växer i huvudsak städsegrön lövskog.